# Les Gaffes d'un gars gonflé
Les Gaffes d'un gars gonflé est l'album no 6 dans la série de Gaston Lagaffe actuelle. Il parait à l'origine en tome 5 en 1967 en petit format aux éditions Dupuis.

## Présentation de l'album
Il parait en 1967 aux éditions Dupuis. Il sort en sixième position dans la série, dû au fait que l'album sorti avant n'était pas le numéro cinq mais le numéro un. Les services commerciaux de chez Dupuis voulaient donner une cohérence à la série en sortant un numéro 1 après que l'album Gaston soit devenu introuvable.
Gaston commence à prendre pied dans le monde extérieur. Dans la ville, la campagne ou les bords de mer qu'il arpente en quête de nouvelles gaffes. Un personnage symbole de cette sortie prend de l'importance dans la série l'agent de police Joseph Longtarin (pour l'instant Lontarin le « g » interviendra plus tard).

## Rééditions
En février 2007 à l'occasion des 50 ans de Gaston Lagaffe, le journal belge Le Soir réédite les 5 albums en petits formats vendus comme suppléments avec le journal. Le no 5 est vendu avec l'édition du 9 mars 2007.

## Source
Franquin : Chronologie d’une œuvre, pp. 106-108